# Taglio dell'ala

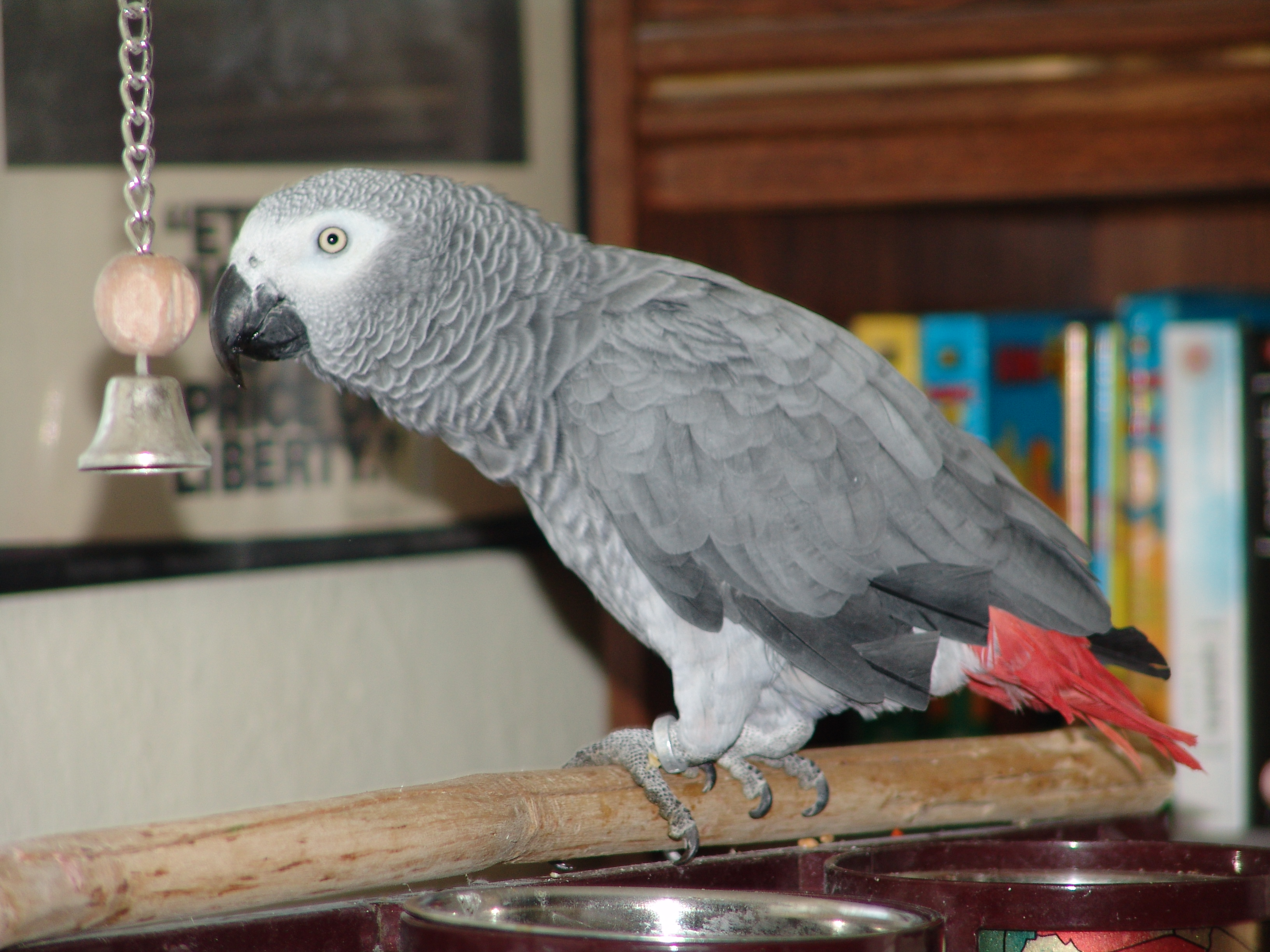
Pappagallo cenerino con ali tagliate

Il taglio dell'ala (o "delle ali") è il processo di accorciamento delle penne primarie delle ali di un uccello (dette anche remiganti) in modo che non sia più in grado di volare completamente. Le ali tagliate rimangono tali finché non avviene la muta, fase in cui le perdono e ne crescono di nuove.
Questa procedura è solitamente eseguita dai veterinari aviari, dagli allevatori o dai proprietari dell'uccello, e principalmente su uccelli domestici come i pappagalli. Il taglio delle ali, con tecniche che variano per numero e lunghezza delle piume coinvolte, può causare lesioni da cadute, stress e cambiamenti comportamentali. Durante la muta, gli uccelli con ali tagliate sono vulnerabili a sanguinamenti e danni alle nuove penne.
Permettere ai giovani uccelli di imparare a volare prima del taglio aiuta a garantire loro maggiore sicurezza, attività e abilità di atterraggio.
Questa pratica è controversa: se da un lato previene incidenti domestici, dall’altro limita mobilità, esercizio e reazioni naturali alle minacce. Mentre alcuni la considerano necessaria per la sicurezza, altri la ritengono crudele e superflua, favorendo invece l’addestramento al volo controllato.

## Tecnica
Se eseguita correttamente, il taglio delle ali è una procedura indolore ed è abbastanza diversa dal pinioning, che viene eseguito tramite l'amputazione dell'ala all'articolazione carpale. Tuttavia, non è innocuo in quanto può causare lesioni indirette da cadute ed è noto che causa disagio psicologico.
Un taglio leggero su una sola ala può sbilanciare un uccello durante il volo, aumentando il rischio di lesioni gravi o morte in caso di caduta su superfici dure. Per evitare squilibri, di solito si taglia un numero uguale di penne primarie su entrambe le ali.
Il metodo più comune prevede il taglio delle remiganti sotto il livello delle copritrici primarie, rimuovendo circa un terzo o metà della lunghezza della penna. Sebbene semplice e veloce, questo approccio lascia le estremità tagliate esposte, che l’uccello potrebbe masticare. Un'alternativa è il taglio sopra il livello delle copritrici, che rimuove quasi l'intera penna, evitando estremità visibili ma lasciando monconi che possono causare disagio e irritazione all’uccello.
Quando ai pappagalli vengono tagliate le penne primarie, la muta li espone al rischio di danni alle nuove penne in crescita, che possono sanguinare abbondantemente. I pappagalli hanno 10 penne primarie, numerate dalla più interna (1) alla più esterna (10). La muta inizia con la sostituzione della penna centrale (solitamente la 6) e procede verso l'interno e l'esterno.
Gli uccelli con ali tagliate sono particolarmente vulnerabili, poiché le nuove penne in crescita non sono protette dalle penne a lunghezza intera normalmente presenti accanto a loro, aumentando il rischio di lesioni e sanguinamenti. Queste penne sanguinanti non protette sono vulnerabili alla rottura e possono verificarsi emorragie profuse. Indipendentemente dalle loro dimensioni, la maggior parte dei pappagalli sostituisce le proprie penne con un tasso di crescita giornaliero di 3-4 mm. Quindi, specie di grandi dimensioni come gli Ara possono impiegare più di un anno per completare la muta, ma specie più piccole come le calopsitte la completano in poche settimane. Quindi, gli uccelli più grandi e quelli con un carico alare più elevato rimangono vulnerabili ai danni delle piume insanguinate per un periodo più lungo, poiché la muta avviene quasi ininterrottamente.
Un taglio delle ali "leggero" consente all'uccello di volare verso il basso e atterrare in sicurezza in ambienti interni, ma potrebbe non impedirgli di volare all’esterno, dove il vento può generare portanza. Infatti, molti uccelli fuggiti e poi recuperati risultano avere le ali tagliate. Un taglio più drastico, invece, rende l’uccello incapace di volare, ma aumenta il rischio di lesioni in caso di cadute su superfici dure.
Oltre agli effetti fisici, il taglio delle ali può influire sul comportamento. Il volo è un riflesso istintivo che permette agli uccelli di sfuggire alle minacce e dissipare la paura. Privati di questa capacità, gli uccelli possono accumulare stress e sviluppare problemi comportamentali. Quando un uccello ha bisogno di ridurre la sua velocità durante il volo, impiega un'azione di "spinta inversa" estendendo le sue ali verticalmente e usando la resistenza delle sue ali primarie come aerofreno. Il taglio delle ali primarie negli uccelli riduce la portanza e la capacità di frenata, causando atterraggi più rapidi e meno controllati. Per questo motivo, gli uccelli con ali tagliate non dovrebbero essere lasciati all'aperto senza protezione, poiché possono comunque volare via se spaventati, nonostante le limitazioni al volo.
È fondamentale che i giovani uccelli apprendano a volare prima di subire il taglio delle ali. Gli uccelli che hanno imparato a volare prima del taglio sono generalmente più sicuri, attivi e capaci di atterrare in modo più controllato rispetto a quelli che non hanno mai avuto questa esperienza.

## Controversia
Il taglio delle ali è una pratica che divide l'opinione dei veterinari aviari: alcuni lo approvano, mentre altri si oppongono fermamente. 
Da un lato, questa procedura può limitare il volo e ridurre i rischi per gli uccelli da interno, come ferirsi contro ventilatori a soffitto o grandi finestre. Tuttavia, non esistono prove definitive che dimostrino che gli uccelli con ali tagliate siano più sicuri rispetto a quelli con le ali integre; piuttosto, sono esposti a differenti tipi di incidenti. 
Per alcuni uccelli da compagnia, come i pappagalli, il taglio delle ali viene utilizzato anche per limitarne l’indipendenza o per renderli più docili, incoraggiandoli a socializzare con i proprietari. Inoltre, può essere impiegato per ridurre l’aggressività verso persone o altri uccelli. D'altro canto, molti sostengono che un addestramento mirato al controllo del volo potrebbe rappresentare un’alternativa valida, eliminando la necessità di ricorrere al taglio delle ali. 
Alcuni ritengono che il taglio delle ali sia una pratica crudele o malsana, poiché nega a un uccello il suo modo più naturale di muoversi, fare esercizio e comprendendo in modo "naturale" ad evitare situazioni pericolose. Sebbene gli uccelli con ali tagliate possano e debbano essere incoraggiati a fare esercizi di battito delle ali, questo non fornisce lo stesso esercizio del volo rispetto agli uccelli a cui non è stato applicato un taglio delle ali. Altri ritengono che per gli uccelli che sanno arrampicarsi bene, il taglio delle ali sia una pratica di sicurezza necessaria in molte situazioni.
Nel caso in cui inoltre un uccello con ali tagliate dovesse comunque riuscire a sfuggire al proprietario, sarà più difficile per esso procurarsi cibo e fuggire dai predatori, a causa della sua capacità di volo limitata.

## Galleria d'immagini

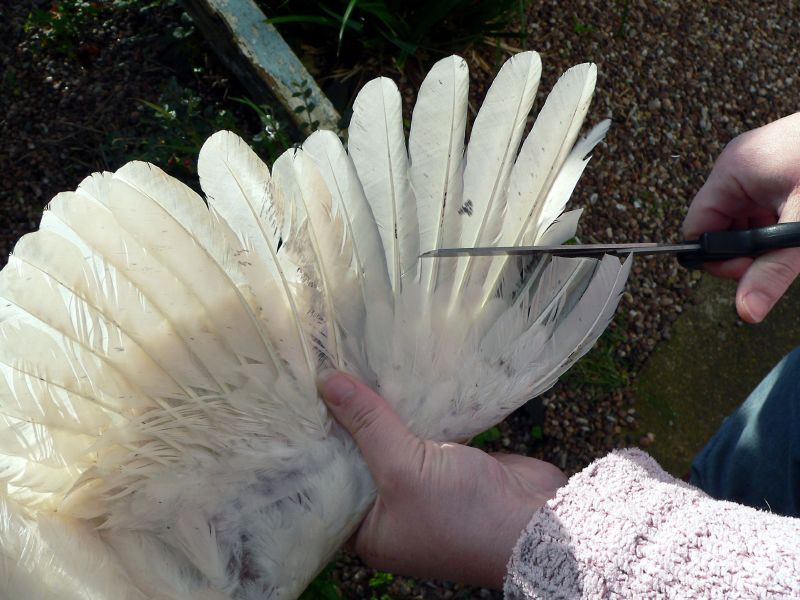
Taglio delle ali di un pollo domestico con le forbici
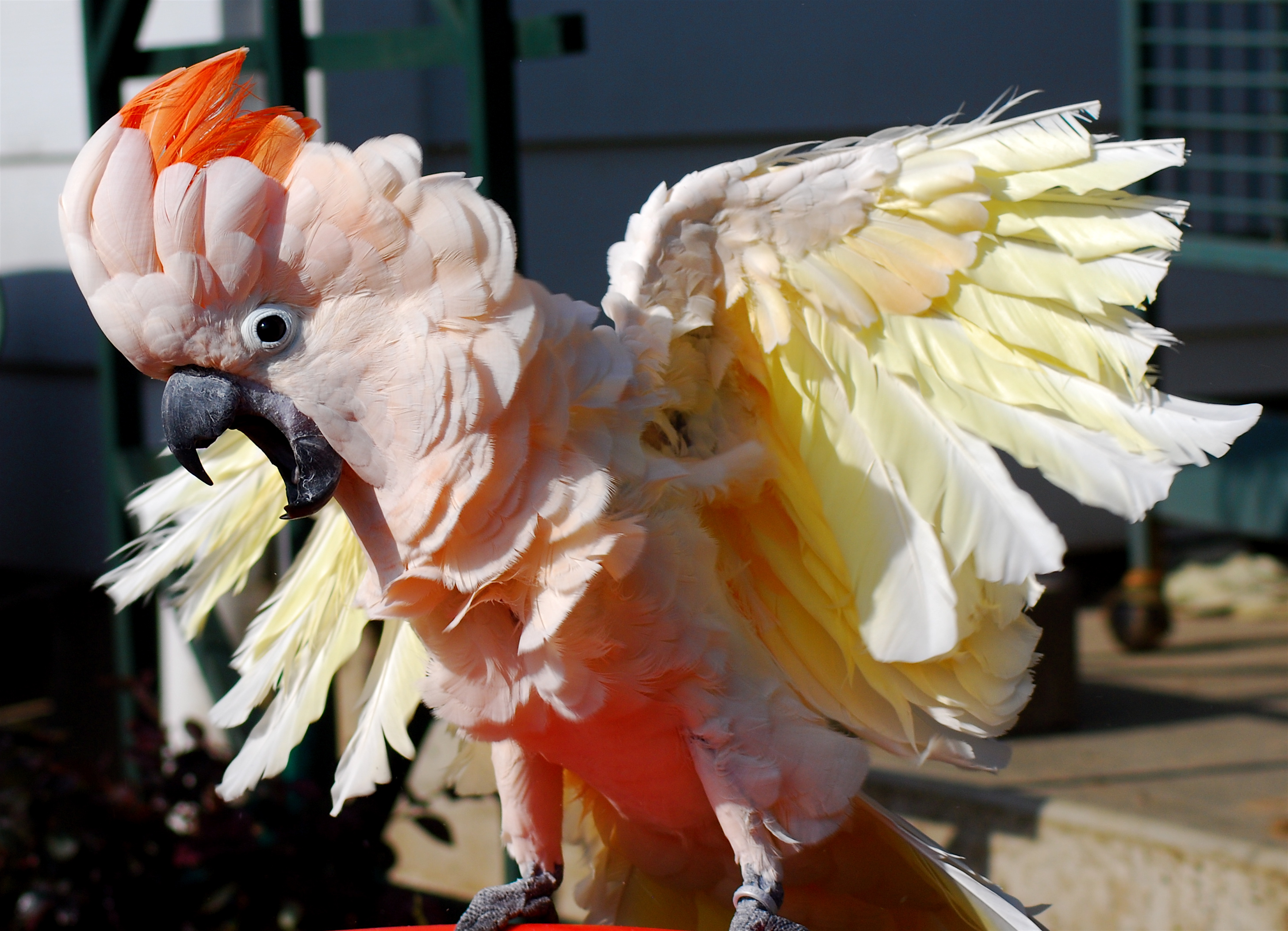
Un cacatua moluccensis con le penne primarie tagliate
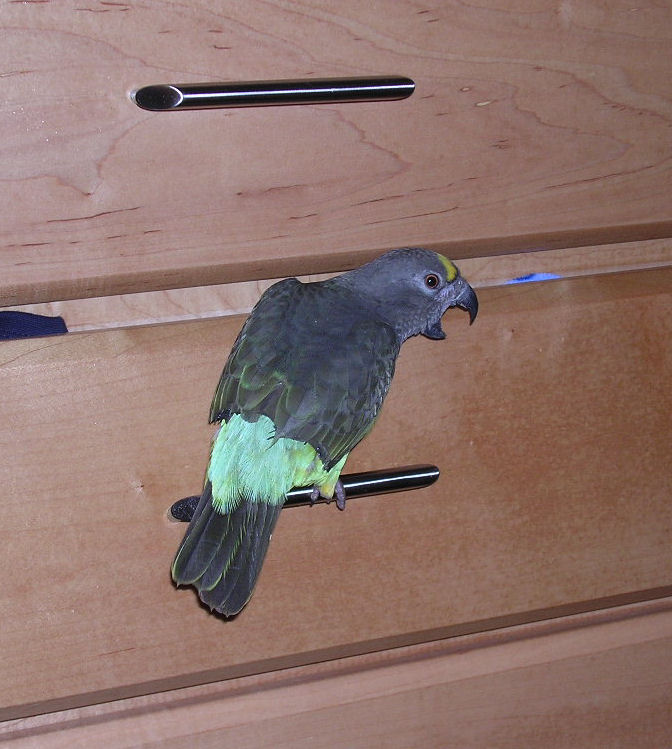
Un pappagallo di Meyer con le ali tagliate appollaiato sulla maniglia di un cassetto